# 虎杖
虎杖（学名：Reynoutria japonica），別名假川七、土川七、紅三七、三七、日本虎杖或日本蓼，是一種蓼科何首乌属植物。被國際自然保護聯盟物種存續委員會的入侵物種專家小組（ISSG）列入世界百大外來入侵種。

## 形态
多年生草本，虎杖並不高，但亦可長至3至4米。坚硬的黄色木质根茎，蔓延各处。莖有節而且中空，就像一支手杖一樣，加上有有三角型的葉，構造與竹非常類似，但兩者其實並沒有任何關連。虎杖的嫩葉都有紅色的斑紋。雄雌異株。

## 分布
虎杖產於東亞地區，分布在日本北海道西部以南的地區、朝鮮半島、北美、歐洲及中國的江苏、江西、山东、山西、四川、台灣等地。

## 對環境及經濟的影響
作為外來物種，日本虎杖常見於溫帶的河岸生態系統、路邊及閒置空地。其茂密的特性完全遮擋其他原生草本植物的生長空間，於美國東岸部分地區已被列為最嚴重的外來入侵物種之一。它的成功散播有賴於它對各種生存條件的耐受性，包括抗旱、可於不同特質的土壤、酸鹼度、甚至高鹽分的環境中生長。其根莖可抵禦−35 °C（−31 °F）的低溫，亦可橫向伸延7米（23英尺），深入地底3米（9.8英尺），令到將它全部移除變得非常困難。
有著頑強生長能力的根莖甚至可以破壞混凝土結構，如建築物的地基、防洪設施、擋土牆、行人路面等等。在英國，日本虎杖有「房屋殺手」的惡名，調查發現當地有近4%物業受日本虎杖入侵所害，因此而被拖低房價。

## 药用
日本蓼的莖和根都可以入藥。
本品苦寒，破泄清热，且苦燥湿，寒凉血，清热解毒；入肝活血祛瘀，通络止痛；入胆清热利湿，退黄通淋；入肺苦降泄热，化痰止咳；凡血瘀经闭，风湿痹痛，跌打损伤；湿热黄疸，淋浊带下；水火烫伤，疮疡肿毒；蛇咬伤；肺热咳嗽等皆可用。

### 性味归经
- 味微苦
- 性微寒
- 入肝、胆、肺

### 功效应用
- 活血定痛：用于治血瘀经闭，风湿痹痛，跌打损伤等。《名医别录》：“主通脉，破留血症结。”《千金方》治经闭不通，结瘕，腹大如，以本品配瓜根、牛膝。
- 利湿退黄：用于治湿热黄疸，及淋浊带下等。
- 清热解毒：用治水火烫伤，疮痈肿毒，毒蛇咬伤等。
- 化痰止咳：用治肺热咳嗽，可单服，亦可与黄芩、枇杷叶等同用。
- 此外，还可泻热通便，治热结便秘

### 用法用量及使用注意
煎服，9-15克，孕妇忌用。

### 化学研究
现研究本品含虎杖甙，黄酮等。虎杖甙水解后生成大黄素有泻下作用。还有止血、止咳、止痛、抗菌等作用。

## 大众文化
2019年4月22日，在曼联0-4惨败埃弗顿的赛后，曼联名宿加里-内维尔对球员表现再次进行痛批：
“索尔斯克亚不得不去跟球迷们道歉，过去七年，我经常这么聊到俱乐部，如果花园里有一些杂草，那么你就不得不去清理掉。现在队里出现了一些土川七，他们攻击房子的结构，这就得被好好处理了。”

## 延伸阅读
[在维基数据编辑]
 《欽定古今圖書集成·博物彙編·草木典·虎杖部》，出自陈梦雷《古今圖書集成》
 《植物名實圖考·虎杖》，出自吳其濬《植物名實圖考》

## 外部連結
- 虎杖相关配伍 （页面存档备份，存于） 中药材资料数据库 (淘草网) （中文）}
- 虎杖 Huzhang （页面存档备份，存于） 藥用植物圖像數據庫 (香港浸會大學中醫藥學院) （中文）（英文）
- 虎杖 中藥材圖像數據庫  (香港浸會大學中醫藥學院) （中文）（英文）
- 虎杖 Hu Zhang （页面存档备份，存于） 中藥標本數據庫 (香港浸會大學中醫藥學院) （繁體中文）（英文）
- 白藜蘆醇 Resveratrol （页面存档备份，存于） 中草藥化學圖像數據庫 (香港浸會大學中醫藥學院) （中文）（英文）
- 虎杖苷 Polydatin （页面存档备份，存于） 中草藥化學圖像數據庫 (香港浸會大學中醫藥學院) （中文）（英文）
- 新芒果苷 Neomangiferin （页面存档备份，存于） 中草藥化學圖像數據庫 (香港浸會大學中醫藥學院) （中文）（英文）